# James Cerretani
James Cerretani (* 2. října 1981 v Readingu, Massachusetts, USA) je americký profesionální tenista.
Ve své dosavadní kariéře vyhrál 2 turnaje ATP ve čtyřhře.

## Finálové účasti na turnajích ATP (3)

### Čtyřhra - výhry (2)
| Legenda                                                       |
| ATP International Series Gold / ATP World Tour 500 Series (1) |
| ATP International Series / ATP World Tour 250 Series (1)      |

| Č. | Datum             | Turnaj              | Povrch | Partner        | Soupeři ve finále               | Výsledek         |
| 1. | 14. červenec 2008 | Kitzbühel, Rakousko | antuka | Victor Hănescu | Lucas Arnold Ker Olivier Rochus | 6-3, 7-5         |
| 2. | 8. únor 2009      | Johannesburg, JAR   | tvrdý  | Dick Norman    | Rik De Voest Ashley Fisher      | 6-77, 6-2, 14-12 |

### Čtyřhra - prohry (1)
| Legenda                                                       |
| ATP International Series Gold / ATP World Tour 500 Series (0) |
| ATP International Series / ATP World Tour 250 Series (1)      |

| Č. | Datum           | Turnaj             | Povrch | Partner    | Vítězové                         | Výsledek |
| 1. | 18. květen 2008 | Casablanca, Maroko | antuka | Todd Perry | Albert Montañés Santiago Ventura | 6-1, 6-2 |